# Horace Cohen
 (octobre 2018).
Si vous disposez d'ouvrages ou d'articles de référence ou si vous connaissez des sites web de qualité traitant du thème abordé ici, merci de compléter l'article en donnant les références utiles à sa vérifiabilité et en les liant à la section « Notes et références ».
Pour les articles homonymes, voir Cohen.
Horace Cohen, né le 15 octobre 1971 à New York, est un acteur néerlandais.

## Filmographie partielle
- 1986 : Les Gravos de Dick Maas : Henkie[2]
- 1999 : Issue de secours de Dick Maas[3]
- 2001 : Soul Assassin (nl) de Laurence Malkin[4]
- 2004 : Alice in Glamourland (en) de Pieter Kramer[5]
- 2011 : Payback : The Amsterdam Ultimatum (nl) de Michael Wright : Jansen[6]
- 2012 : Plan C (nl) de Max Porcelijn : Dries Kirkesteijn[7]
- 2012 : Black Out (en) de Arne Toonen : Rex[8]
- 2015 : The Little Gangster (en) de Arne Toonen[9]
- 2017 : Het Spijkerpaleis de Fedde Hoekstra[10]
- 2017 : Max, Génie Malgré Lui (De Familie Slim) de Roy Poortmans : Le politicien numéro 1[11]
- 2018 : My Foolish Heart de Rolf van Eijk : Manager du studio de son[12]
- 2019 : Baantjer: het begin d'Arne Toonen : détective Baks[13]